# Suzuki Ignis (2016)
La Suzuki Ignis è un'autovettura compatta prodotta dalla casa automobilistica giapponese Suzuki dal 2016, riprendendo dopo otto anni il nome già utilizzato per una diversa vettura.

## Profilo e contesto
Il 3 marzo 2015, la Suzuki ha rivelato i dettagli di una piccola concept car a quattro ruote motrici, chiamata "Suzuki iM-4", presentata al Salone Internazionale di Ginevra 2015. Il 30 ottobre 2015 la versione di produzione conosciuta con il nome di Ignis è stata esposta al Motor Show di Tokyo. Il 21 gennaio 2016, Suzuki ha annunciato ufficialmente il lancio della Ignis sul mercato giapponese, mentre in Europa il veicolo è disponibile dal 14 gennaio 2017. A differenza del prototipo, la versione di produzione è disponibile anche con la trazione anteriore, oltre che con quella integrale.
Al lancio avvenuto nel 2016, le versioni disponibili comprendono tutte un motore da 1242 cm³ (nome in codice K12C) con 4 cilindri a benzina alimentato da un sistema a iniezione indiretta Dualjet con doppio iniettore per cilindro, da 66 kW/90 CV a 6000 giri al minuto e coppia motrice di 120 Nm disponibile a 4400/min. La trasmissione presenta un cambio manuale a 5 rapporti. Le versioni disponibili comprendono: la 1.2 a trazione anteriore dal peso di 885 kg con velocità massima a 170 km/h e accelerazione da 0 a 100 km/h in 12,2 secondi, la 1.2 SHVS con sistema microibrido (con batterie agli ioni di litio montate sotto i sedili anteriori) dal peso di 910 kg con l'accelerazione 11,8 secondi e la 1.2 AllGrip con la trazione integrale permanente dal peso di 945 kg con l'accelerazione in 11,9 secondi.

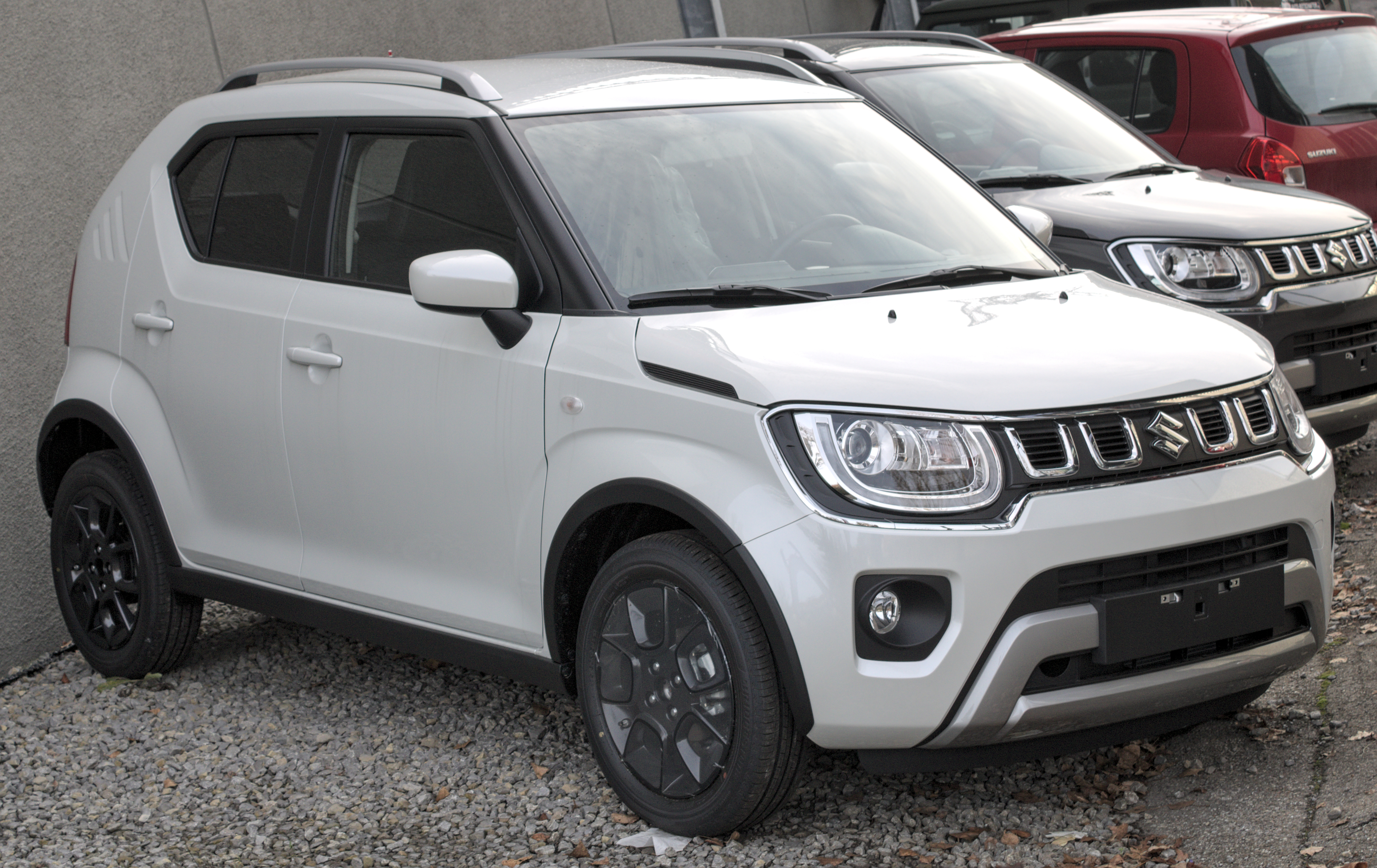
Suzuki Ignis resyling 2020

### Sicurezza
La Suzuki Ignis nel 2016 è stata sottoposta al crash test Euro NCAP; nella versione base ha ottenuto solo tre stelle, tuttavia con il pacchetto di sicurezza disponibile in opzione ha ottenuto cinque stelle su cinque.

## Restyling 2020
Nel 2020 viene sottoposta a un aggiornamento di metà carriera, attraverso un restyling esterno e con alcune modifiche interne come per esempio i colori di alcune plastiche, oltre sul lato meccanico con una batteria maggiore a uso del sistema mild-hybrid. Cambia anche l'offerta commerciale e il nome degli allestimenti. La cilindrata dei motori viene ridotta a 1197 cm³, con la potenza che scende a 83 CV/61 kW (7 in meno della versione pre-restyling) ma con una batteria più grande e potente da 10 Ah per ridurre i consumi e far fronte alle normative antinquinamento.